# Lipinia sekayuensis
Lipinia sekayuensis — вид сцинкоподібних ящірок родини сцинкових (Scincidae). Ендемік Малайзії. Описаний у 2014 році.

## Поширення і екологія
Lipinia sekayuensis відомі за кількома зразками, зібраними в штаті Тренгану на північному сході Малайського півострова. Вони живуть в рівнинних діптерокарпових лісах у долині річки Сунгай-Перес. Ведуть риючий спосіб життя.